# Chanté Moore
Pour les articles homonymes, voir Moore.
Chanté Torrane Moore est une chanteuse américaine de soul-jazz à ses débuts puis de RnB née le 17 février 1967 à San Francisco, Californie.
Elle est surtout connue pour avoir interprété la chanson Straight Up provenant de son 4e album solo Exposed produit par Jermaine Dupri en 2000.
Elle fut mariée au chanteur RnB Kenny Lattimore. Ils ont d'ailleurs enregistré deux albums en commun en 2003 et 2006.

## Biographie
Elle a 2 enfants : Sophia née en 1996 (le père est son ex-mari, l'acteur Kadeem Hardison), et Kenny Jr. né en 2003, issu de son mariage avec Kenny Lattimore

## Discographie

### MCA Records
- Precious (1992)
- A Love Supreme (1994)
- This Moment is Mine (1999)
- Exposed (2000)

### Peak Records
- Love The Woman (2008)

### Shanachie Records
- Moore is more (2013)

### CM7 Records
- The Rise of the Phoenix (2017)
- Christmas Back to You (2017)

### En duo avec Kenny Lattimore
- Things That Lover Do (2003) Arista Records
- Uncovered/Covered (2006) LaFace Records/Jive Records

## Filmographie
Sauf indication contraire, les informations mentionnées dans cette section peuvent être confirmées par la base de données cinématographiques IMDb,  présente dans la section « Liens externes ».
- 1996 : Le Fan (The Fan) de Tony Scott : la chanteuse lors de l'hommage à Primo